# Macrothylacia rubi
Macrothylacia rubi je noćni leptir iz porodice Lasiocampidae.

## Stanište i biljka hraniteljka
Vrsta je zastupljena od širom Evrope, uz nekoliko izuzetaka, i u pojedinim regijama Azije. U Srbiji, Macrothylacia rubi je česta vrsta, a prisutna je na različitim livadskim staništima, preraslim voćnjacima i baštama, pašnjacima, ivicama šuma i slično. Iako je se hrani polifagno na mnogim zeljastim trajnicama i žbunastoj vegetaciji, najčešće beležene familije biljaka hraniteljki su  i Fabaceae, gde se kupina (Rubus fruticosus) ističe kao preferirana vrsta.

## Opis

### Životni ciklus
Macrothylacia rubi ima jednu generaciju  godišnje. Ženke su noćni, a mužjaci dnevni letači. Sezona leta obuhvata maj i jun. Po ekloziji, u pogodnim, sunčanim i toplim danima, mužjaci preleću vegetaciju u niskom letu, gde pomoću antena registruju feromone koje odašiljaju ženke koje se nisu parile. Po sparivanju, ženka polaže gomile jaja u grozdastim nakupinama, koja ostaju pričvršćena na biljku hraniteljku, i često su meta parazitskih osa. Gusenice koje se izlegu se hrane i rastu, i po dostizanju pune zrelosti (u jesen) ulaze u hibernaciju plitko zakopane u rastresit supstrat i ostatke vegetacije. U prolaće izlaze iz faze prezimljavanja i još neko vreme provode u stadijumu gusenice, pritom se ne hraneći. Ulutkavanje se vrši u tankom, zaštitnom kokonu na tlu, a sam stadijum lutke traje oko mesec dana. 

### Identifikacija
Jaja su blago izdužena, sjajna i sivkasta. Mlade gusenice su tamne, dlakave, i vidljivi su jarki žuti ili narandžasti prstenovi na integumentu. Zrele gusenice zadržavaju tamnu boju i dlakavost, pri čemu je čitav dorzum narandžast, a bočne sete bele. Najčešće se sreću u kasno leto/ranu jesen, kada su česte na urbanim i ruralnim putevima, gde se kreću u potrazi za mestom za ulutkavanje. Moguće ih je pronaći i u proleće, pred ulutkavanje. Duge sete gusenica mogu, kod osetljivih osoba, izazvati crvenilo i iritaciju. Adulti se razlikuju i po veličini i po boji. Mužjaci su manjeg raspona krila i sitniji, ali izraženije crveno-smeđe boje i razgranatih antena. Prednja krila su markirana tankim belim prugama. Ženke su krupne, obojenje je sivkasto, a bele markacije su manje izražene.